# 居廉
居廉（1828年9月22日—1904年5月5日），字士刚，号古泉、隔山樵子、罗浮散人，廣東省廣州府番禺县隔山乡（今广州市海珠区）人，清朝岭南地区国画画家，善画花鸟、草虫及人物，尤以写生见长。和其从兄居巢并称“二居”。他初时学宋光宝和孟丽堂，后吸收各家之长，自成一家。笔法工整，设色妍丽，在继承和发展恽寿平没骨画法基础上，创撞水和撞粉法，是岭南画派奠基人之一。

## 生平

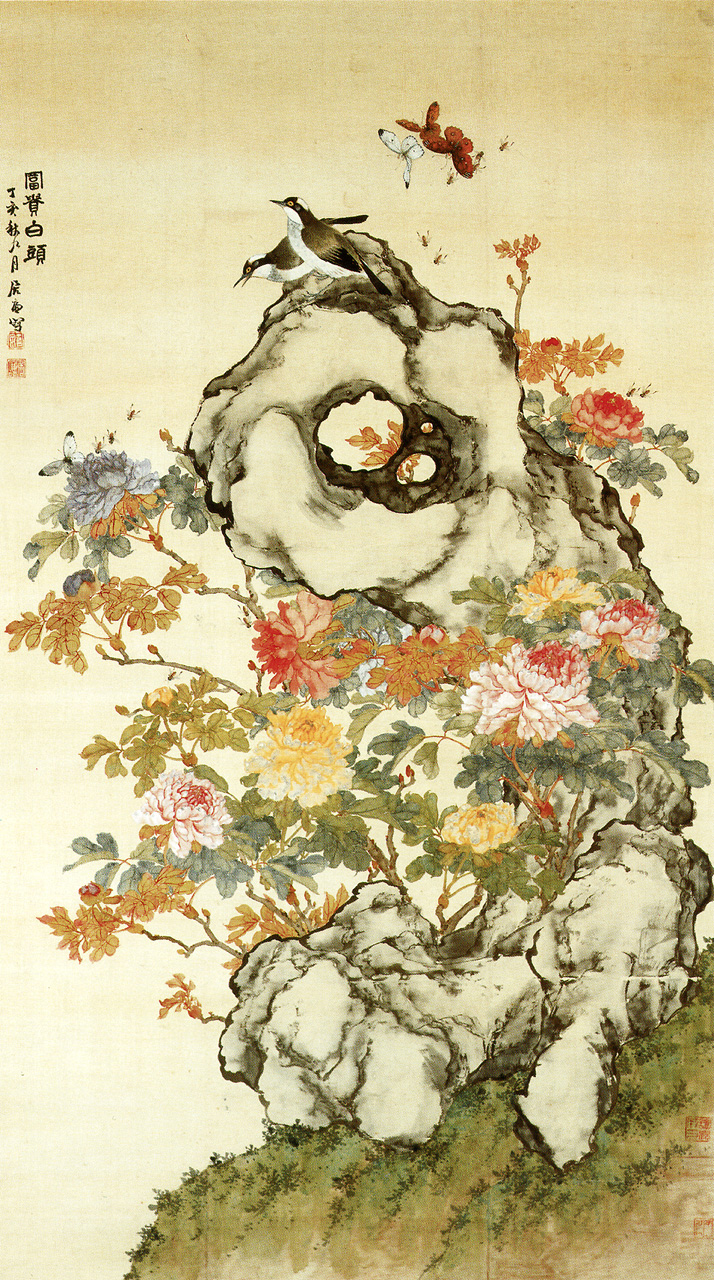
《富貴白頭圖軸》，居廉，1887年，現藏于北京故宮博物院

居廉原籍为江苏省扬州府宝应县，先辈来粤做官，遂落籍番禺。父亲名樟华，又名键，字少楠，为闽清县知县。居廉生于清朝道光八年（1828年）9月22日，排行第七。自幼从堂兄居巢学画，十岁左右时随居巢赴广西，后又随居巢成为张敬修的军师，因军功奖掖，赏戴花翎。其间临习过宋光宝、华岩、金农、恽寿平、八大山人、徐渭等人作品。
1855年，张敬修因浔城失守落职，次年返回东莞老家，而“二居”也返回家乡广州。之后，居氏兄弟又数次应张敬修及其侄张嘉谟之邀同赴东莞，断断续续分别于张敬修的可园和张嘉谟的道生园客居了近十年时间，专心从事艺术创作活动。这段期间居廉醉心写生，画艺大进，同治三年（1864年）张敬修在可园病卒后，居廉随兄居巢返回故里，不久开始筑建供自己作画和授徒的“十香园”（因种了素馨、瑞香、夜来香、鹰爪、茉莉、夜合、珠兰、鱼子兰、白兰、含笑等十种香花，故名），专心作画以卖画为生，并设馆授徒，声名日彰，桃李甚众。